# Тетерка (річка, впадає в Рандозеро)
Тетерка - річка в Росії, протікає територією Святозерського сільського поселення Пряжинського району Республіки Карелії. Довжина річки - 16 км.

## Загальні відомості
Тетерка бере початок із Важинського болота на висоті вище 127,1 м над рівнем моря.
Річка має чотирнадцять малих приток сумарною довжиною 34 км. Один з приток - Важозерка, витікає з Важозера.
Впадає на висоті вище 117,4 м над рівнем моря в Рандозеро - джерело річки Рандозерки, що впадає в річку Важинку, правий приплив Свіри.
Населені пункти на річці відсутні.
Код об'єкта в державному водному реєстрі - 01040100712102000012523  .